# Espinho (botânica)

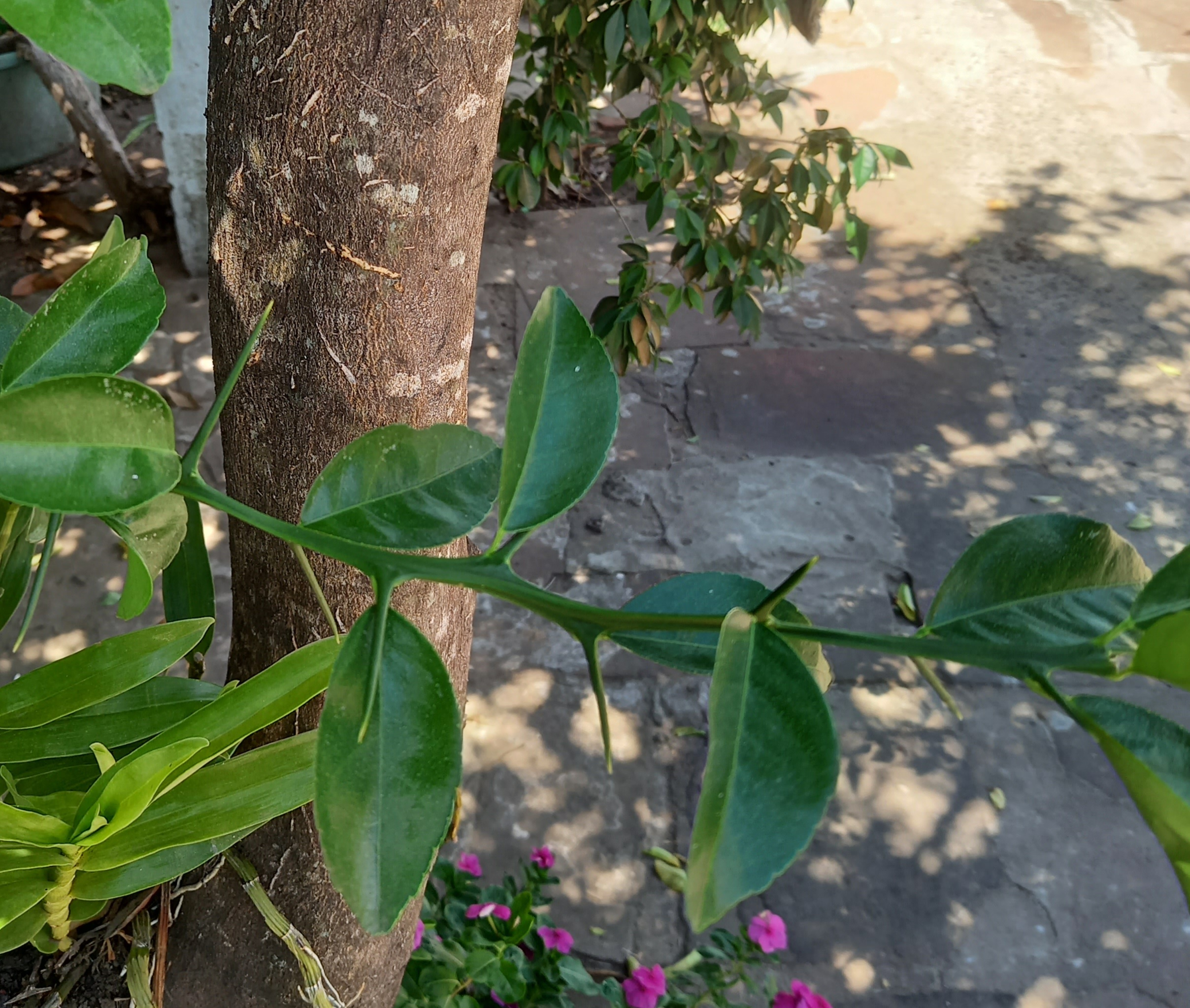
Galho de bergamoteira da espécie Citrus Reticulata Blanco. Possui espinhos em seu caule.

Espinho, em botânica, é um órgão axial ou apendicular, duro, seco, pontiagudo e que não é capaz de realizar fotossíntese, resultantes da modificação de um ramo, folha, estípula ou raiz, constituído por tecido lignificado e vascular, e que se arrancado destrói o tecido subjacente.
Existem também estruturas semelhantes encontradas nos vegetais da família rósea, por exemplo, as quais não são espinhos. Na verdade, são denominadas acúleos, que são uma espécie de pelos enrijecidos compostos pela presença de lignina ou acúmulo de substâncias inorgânicas impregnadas junto à parede celular. Quando se destaca o espinho, há danos no vegetal pelo fato de o espinho ter ligação com o cilindro vascular, diferentemente do acúleo que não possui esse vínculo e é facilmente destacado, ficando no seu lugar uma "cicatriz".

## Evolução

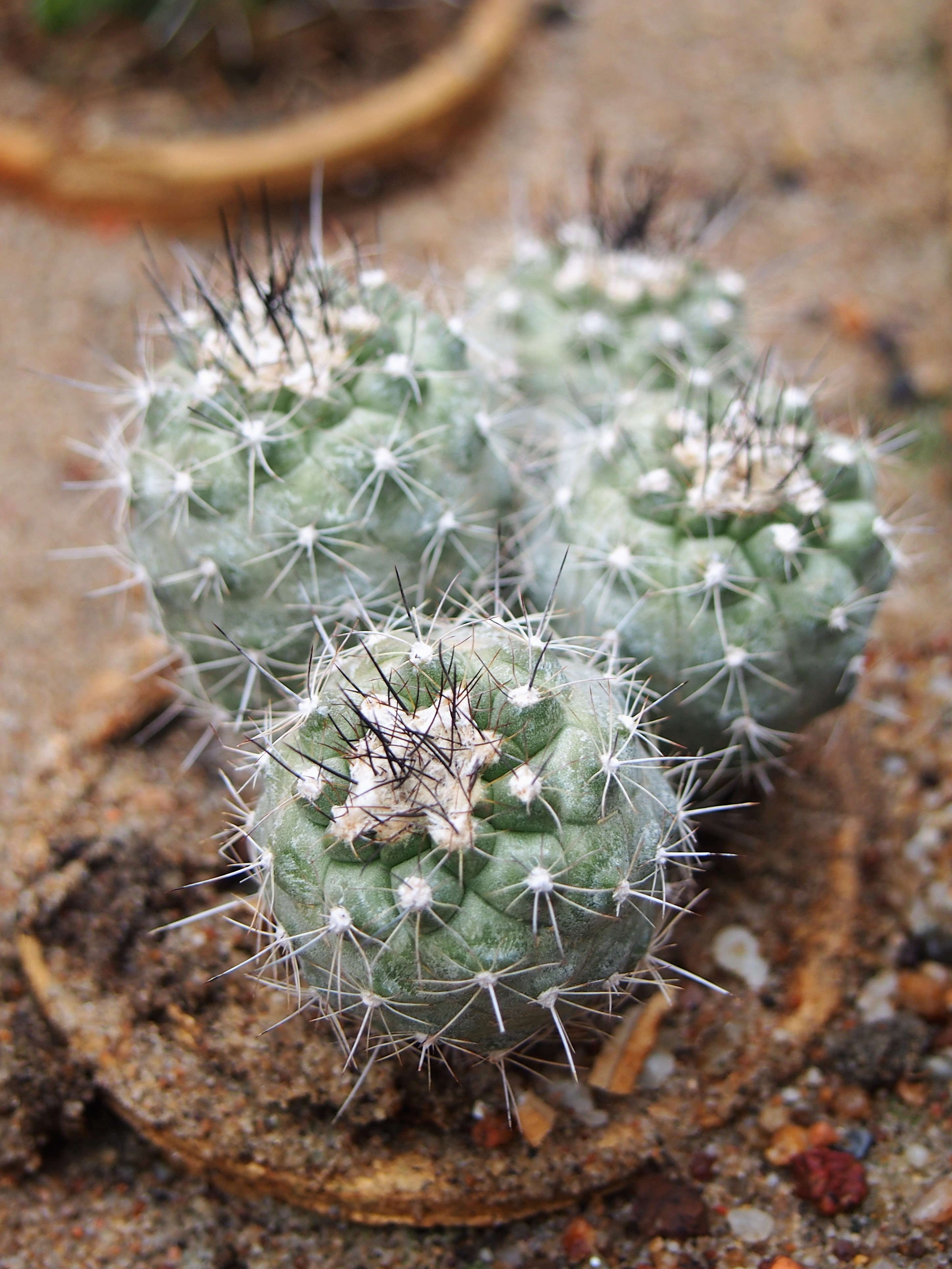
Espécie de Cacto Eriosyce curvispina. Os espinhos desta planta tem origem foliar.

Algumas espécies de plantas e vegetais tiveram que se adaptar, ao longo de sua evolução, ao seu habitat natural para que pudessem sobreviver, e algumas dessas adaptações ocorreram em seus caules e folhas. Com isso, surgem os espinhos, com suas diferentes funções.

## Função
Os espinhos, como já citado anteriormente, possuem diferentes origens, como também, diferentes funções, por exemplo:

### Auxiliar na proteção do vegetal
Em algumas espécies, os espinhos são uma estrutura de defesa da planta contra a herbivoria, que é a ação dos animais adaptados a comer material vegetal, por exemplo, a folhagem, como o principal componente de sua dieta.

### Evitar a perda de água
Nos cactos (plantas que vivem em ambientes secos, como os desertos, caatingas e serrados), por exemplo, os espinhos são catáfilos (folhas modificadas, com menor grau de organização que folhas comuns) para evitar perda excessiva de água.